# Franz Kaim

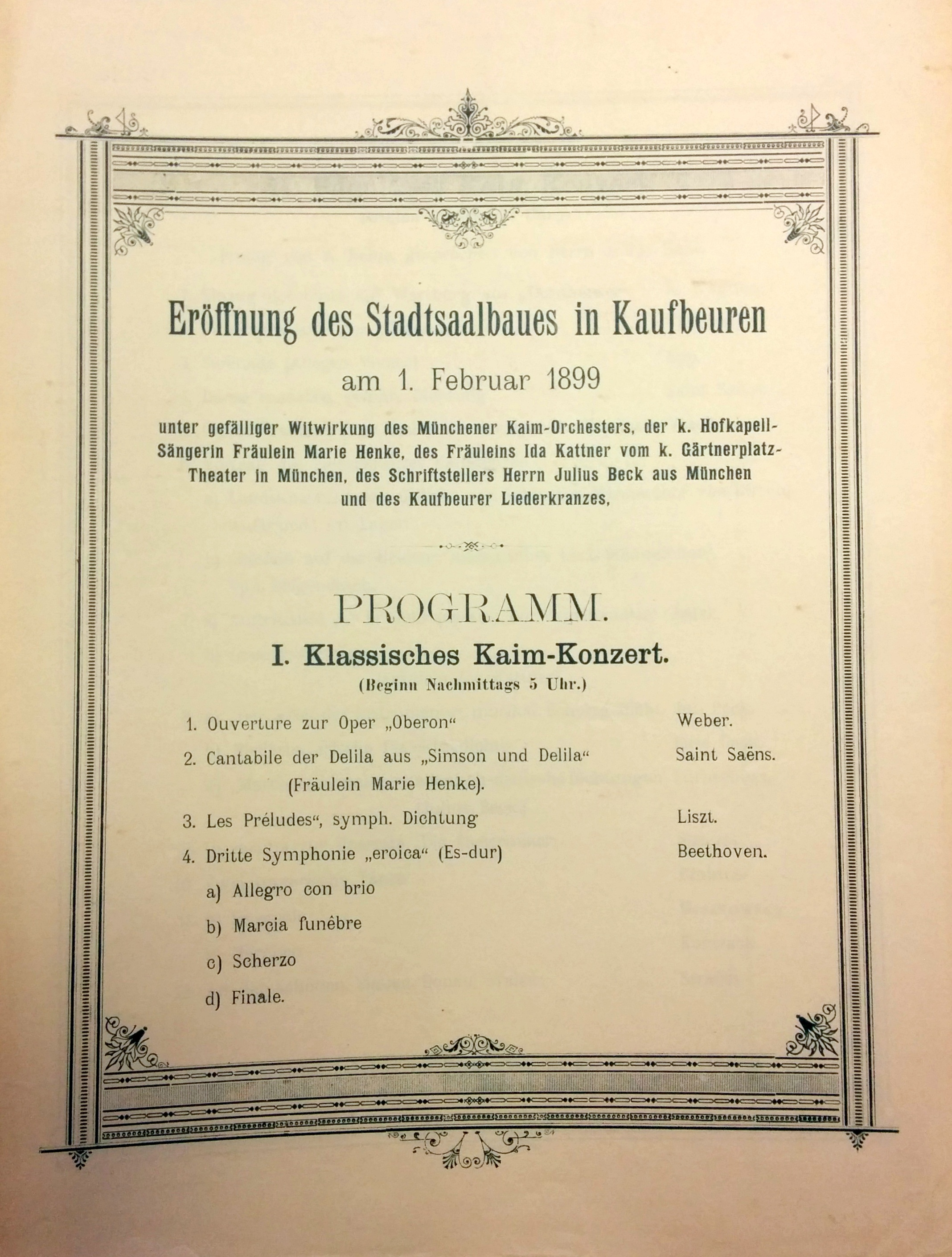
"Kaim-Konzert" in Kaufbeuren

Franz Kaim (Kirchheim unter Teck, 1856. május 13. – Kempten, 1935. november 17.) karmester és württembergi királyi tanácsos, író. Ő alapította 1893-ban a mai Müncheni Filharmonikusok elődjét, mely eleinte a Kaim Orchester, majd az Orchester des Münchener Konzertvereins (Müncheni Hangverseny-zenekar) nevet viselte.

## Élete
Kaim egy zongorakészítő fia volt. Filológiából doktorált, és a Stuttgarti Műszaki Főiskolán dolgozott tanárként. 1891-ben kezdett zongora- és énekesteket szervezni Kaim-koncertek néven, részben, hogy ismertebbé tegye Münchenben az apja által gyártott zongorákat, részben, hogy fellépési lehetőséget biztosítson a tehetséges szólistáknak, különösen a zongoristáknak és énekeseknek.
Erre vezethető vissza a Kaim-terem 1895-ös alapítása is, mely az úgynevezett Tonhalle (városi koncertterem) elődje. Sikerei egy zenekar alapítására ösztönözték, így alakult meg a Kaim Orchester, a mai Müncheni Filharmonikusok elődje. A vonzó programok, bérletes koncertek, illetve 1898-tól a népies szimfonikus koncertek és népszerű vasárnapi hangversenyek hatására a zenekar gyorsan országos jelentőségre tett szert Németországban, és hamarosan sikeres hangversenykörutakat tett Hollandiában, Ausztriában és Olaszországban. Kaim 1895-ben megalapította a Müncheni Filharmonikus Kórust, majd 1899-ben Bad Kissingeni gyógyfürdő-koncerteket.
1882-ben vette feleségül Beirut Emilie Jacho-Ilget, majd 1892-ben Nürnbergben másodszor is megnősült, Karoline Schirndinger von Schirnding-et vette el. 1905-ben családjával együtt szülővárosába Kirchheim unter Teck-be költözött.

## Művei
- Blätter aus dem Allgäu Kempten, Verlag des Kemptener Tag- und Anzeigeblattes, 1910.
- Englisch für Kaufleute. München, Verlag f. Zeitgemäße Sprachmethodik, 1928, 1.–5. Aufl. (Robert Mertner társszerzővel)
- Konrad Widerhold, der Kommandant auf Hohentwiel. Kirchheim-Teck (Württ.), Selbstverlag, 1926, 1.–2. Tsd.
- Spanische Erzählungsliteratur. Kempten, Gesellschaft zur Verbreitung zeitgemässer Sprachmethoden, 1923.
- Ekkehard. München, Verlag Deutsche Heimatspiele, 1928, 1.–2. Tsd.
- Sammlung englischer Meister-Novellen. Kempten i. B., Gesellschaft zur Verbreitung zeitgemässer Sprachmethoden, 1922.

## Fordítás
- Ez a szócikk részben vagy egészben  a   Franz Kaim című német Wikipédia-szócikk ezen változatának fordításán alapul.  Az eredeti cikk szerkesztőit annak laptörténete sorolja fel. Ez a jelzés csupán a megfogalmazás eredetét és a szerzői jogokat jelzi, nem szolgál a cikkben szereplő információk forrásmegjelöléseként.